# Transgene
Il transgene è un gene che descrive una qualsiasi sequenza di DNA, isolata da un organismo o creata in laboratorio, introdotta artificialmente in uno o più organismi. Questo segmento esogeno del DNA può mantenere la capacità di produrre RNA o proteine nell'organismo transgenico, o può alterare la normale funzione del codice genetico dell'organismo transgenico.
Il transgene infatti è oggi utilizzato nella creazione dei cosiddetti OGM.
In termini pratici, un transgene può essere un cDNA (DNA complementare) al segmento d'interesse, che è una copia di mRNA (RNA messaggero), o il gene stesso residente nella sua posizione originale di DNA genomico. La differenza tra queste due situazioni sta nel fatto che il DNA è stato elaborato per rimuovere gli introni e, di solito, non comprende i segnali di regolazione che sono incorporati nel gene. Con l'avvento delle nuove tecniche di ingegneria genetica sono state introdotte regioni del genoma clonato sempre più estese, utilizzando Cromosomi Batterici Artificiali (BAC) un tipo di vettore che permette di inserire fino a 300Kb di inserto, creato usando come modello il plasmide F; vettori di lievito (i vettori YAC) che sono particolarmente importanti, perché, grazie alla dimensione degli inserti che possono contenere, sono molto utilizzati nella preparazione e nello screening di librerie
molto complesse.
Gli organismi transgenici possono essere sia procarioti sia eucarioti, appartenenti al regno animale e vegetale. Fanno parte degli OGM, ossia piante, animali e microrganismi che possiedono una nuova combinazione di materiale genetico ottenuta artificialmente. Anche se molti autori usano le due espressioni come sinonimi, sono considerati OGM anche organismi in cui il materiale genetico endogeno è stato modificato per sottrazione o alterazione di alcuni elementi, oppure per inserzione di geni provenienti da organismi della stessa specie e che quindi non possono essere considerati transgenici.

## Metodi di transgenesi

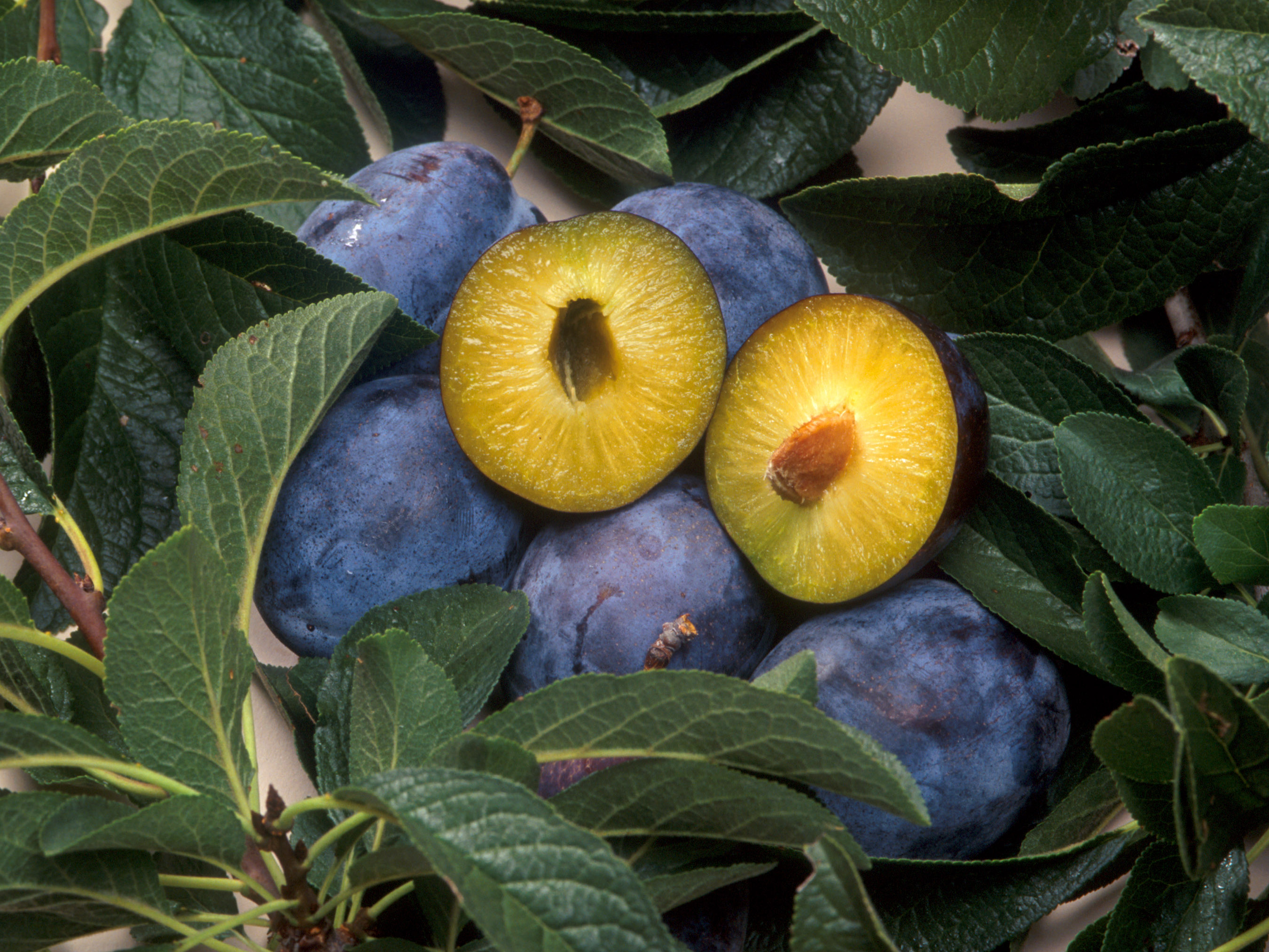
Prugna transgenic.

I transgeni sono anche adoperati per comprendere come curare certe patologie, come per esempio l'ipertensione arteriosa. Nel 2002, un gruppo di ricercatori dell'università del North Carolina (USA) aveva messo a punto un'innovativa procedura genetica che prevedeva, mediante l'utilizzo di uno specifico transgene, l'inattivazione dell'espressione della renina. La renina, prodotta nel rene, è l'enzima più coinvolto nella regolazione della pressione sanguigna. Nel corso della sperimentazione, le cavie che avevano questo transgene espresso manifestavano le seguenti problematiche: elevata pressione sanguigna, proteinuria estesa e danni renali. Dunque, l'impiego di questo determinato transgene consentì di ampliare le conoscenze sull'ipertensione e su suoi possibili trattamenti terapeutici; un notevole passo in avanti considerando che l'ipertensione è probabilmente il principale fattore di rischio di mortalità e di incidenza delle patologie cardiovascolari.
Per ottimizzare l'utilizzo di vettori nella terapia genica, negli ultimi anni si sta lavorando su vettori virali regolabili attraverso sostanze farmacologiche: ciò comporta l'espressione, con elevata specificità tissutale, del transgene solo dopo l'assunzione del farmaco.
Lo scopo dei ricercatori è creare un vettore adenovirale il più possibile stabile e con un'elevata capacità d'inserto. Un esempio è la costruzione del vettore guttless, un vettore adenovirale (che può contenere un inserto di circa 30Kb) che nel suo costrutto non ha nessun elemento del virus, ad eccezione di quello per l'impacchettamento, che non esprime nessuna proteina funzionale se prima non è supportato da un vettore helper.

### Tecniche di trasferimento dei geni

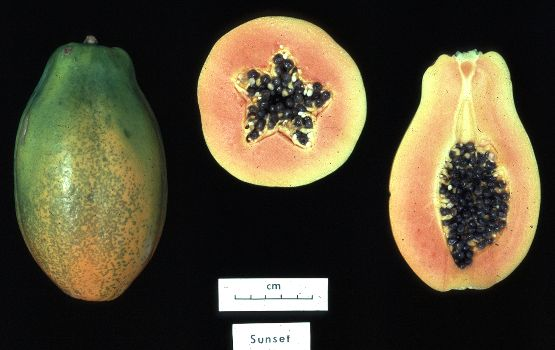
GM papaia

Prima dell'avvento delle tecnologie del DNA ricombinante, l'unica fonte di quantità cospicue di geni puri erano i virus; da quando sono stati disponibili i geni clonati è stato possibile microiniettarli nella linea germinale di animali per produrre organismi transgenici. I primi animali usati negli esperimenti sono stati Drosophila melanogaster e il topo. Per il topo la tecnica più comune consiste nella microiniezione di geni clonati nelle uova fecondate. Queste contengono due pronuclei, uno derivato dallo spermatozoo e l'altro dall'uovo, che si fondono per formare il nucleo dell'embrione allo stadio di singola cellula (zigote). Quando poche centinaia di copie del DNA estraneo sono iniettate in uno dei due pronuclei di un uovo fecondato, alcune di esse sono incorporate nei cromosomi dello zigote diploide; gli embrioni sono poi trasferiti nell'ovidotto di una madre adottiva, nel quale crescono e si differenziano. Circa il 10-30% della progenie murina conterrà il DNA estraneo in uguali quantità (fino a 100 copie per cellula) in tutti i tessuti, comprese le cellule germinali. Mediante l'immediato reincrocio (accoppiamento dei genitori con la loro prole), si riesce a produrre una certa quantità di organismi t. puri, omozigoti per il transgene. In Drosophila il DNA estraneo viene invece iniettato nella regione dell'embrione che darà origine alle cellule germinali, utilizzando come vettore l'elemento trasponibile P. La produzione di organismi t. mediante la microiniezione dei pronuclei fornisce utili informazioni, in quanto l'attività biologica del DNA iniettato può essere osservata in diversi tessuti; essa presenta tuttavia dei limiti, poiché i transgeni si inseriscono a caso nei cromosomi e non vi è alcun modo per controllare il sito della loro integrazione nel DNA.
Maggiore successo in questo campo si è ottenuto introducendo il DNA contenente parte di un gene, o un gene mutante, in una linea speciale di cellule staminali di topo derivate da un embrione, chiamate ES (embryonic stem), coltivate in vitro. Dopo un periodo di proliferazione cellulare, circa nell'1% delle colonie si verifica ricombinazione omologa; queste colonie, che conterranno sequenze di DNA ricombinante nelle quali il frammento inserito ha sostituito una copia del gene normale o una sua parte, vengono selezionate con vari metodi, identificate mediante PCR o southern blotting e iniettate in un embrione precoce di topo. Le cellule così trasformate vengono assimilate nella massa cellulare e prendono parte alla formazione di molti tessuti e dei gameti del nuovo individuo, il topo chimerico, che darà origine a figli con geni sostituiti.

### Esempi applicativi

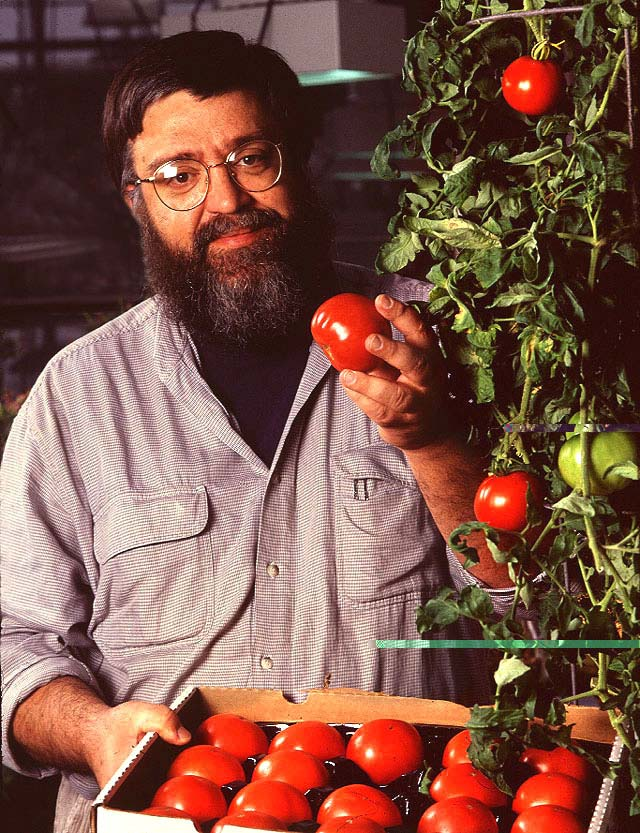
Fisiologo vegetale del Dipartimento dell' Agricoltura degli Stati Uniti con esempi di pomodori ingegnerizzati.

Il pomodoro Flavr Savr fu il primo alimento geneticamente modificato introdotto nel mercato e proposto ai consumatori. Venne prodotto dalla società californiana Calgene e presentato alla Food and Drug Administration (FDA) nel 1992. Il 17 maggio 1994, la FDA completò la valutazione del pomodoro Flavr Savr, concludendo che il pomodoro "è sicuro come i pomodori allevati con mezzi convenzionali". Attraverso l'ingegneria genetica, i ricercatori della Calgene cercarono di rallentare il processo di maturazione del pomodoro, evitandone così il rammollimento, pur consentendo al pomodoro di conservare il suo naturale colore e sapore. Il pomodoro divenne più resistente alla putrefazione mediante l'aggiunta di un gene antisenso (transgene), il quale interferiva con la produzione dell'enzima poligalatturonasi (PG). Questo enzima normalmente degrada la pectina presente nella parete cellulare del pomodoro. Come d'abitudine, il pomodoro non modificato geneticamente continuò ad essere raccolto ancora verde e quindi fatto maturare artificialmente; il Flavr Savr, invece, maturò direttamente sulla pianta, mantenendosi conservato a lungo. Il Flavr Savr, però,  si rivelò una delusione per i ricercatori poiché il gene PG antisenso ebbe sì un effetto positivo sulla durata di conservazione, ma non sulla consistenza del frutto; di conseguenza, il "transpomodoro" andò comunque incontro a rammollimento e dovette essere raccolto insieme ai pomodori "naturali". Dunque, dopo solo due anni, si decise di ritirarlo dal commercio. Tutto ciò è per dire che sebbene i vantaggi derivanti dalle biotecnologie siano enormi, è fondamentale mantenere sempre un approccio cauto e prudente nei loro confronti.
Recentemente sono stati condotti esperimenti su polli transgenici. Infatti è stato scoperto che, con l'aggiunta di un transgene, i polli potrebbero produrre molecole che impediscono al virus dell'influenza aviaria di replicarsi nelle loro cellule. Per ora i polli transgenici infettati con il virus H5N1-HPAI ne sono morti, ma hanno contagiato pochi dei polli sani, transgenici e non, con i quali erano in contatto.
Lo studio è stato svolto presso l'università di Cambridge e al Roslin Institute di Edimburgo, e i virologi, genetisti e diversi veterinari coordinati da Laurence Tiley hanno inserito una sequenza di RNA in un gene sul cromosoma 2 del pollo per fargli esprimere delle “esche”: molecole di RNA che si legano alla replicasi del virus, un enzima che gli è indispensabile per riprodurre il proprio patrimonio genetico. Nelle cellule coltivate in vitro, il virus ha replicato anche l'esca. I ricercatori hanno iniettato il virus a venti polli di tre settimane, di cui metà transgenici. Il giorno dopo li hanno messi con venti polli sani, di cui metà transgenici, in località diverse: una per i trans e una per i non-trans. Tutti quelli infettati sono morti, ma nei “gruppi di contatto” entro cinque giorni sono morti 7 dei polli non transgenici e soltanto 2 di quelli transgenici. Dall'esperimento se ne è dedotto che i polli con il transgene non trasmettono l'infezione a contatto con loro, ma il meccanismo di questo effetto è ancora ignoto.
Un altro esempio applicativo di un transgene riguarda i pesci, che, secondo diversi esperti sarebbe la soluzione migliore per arrestare lo sfruttamento eccessivo degli stock ittici selvatici; lo scopo è appunto quello di utilizzare pesci geneticamente modificati con materiale genetico alterato per aumentare la crescita degli animali. 
Questi pesci sono conosciuti come pesci transgenici. Il transgene in questione è un gene che viene trasferito naturalmente o attraverso una tecnica di ingegneria genetica da un organismo a un altro.  I geni trasferiti contengono una sequenza di Dna con codici delle caratteristiche desiderate. 
Ad oggi, in via sperimentativa, circa 20 specie di pesci utilizzati in acquacoltura, come il salmone, la carpa e il pesce gatto sono stati modificati geneticamente. I progressi in questo campo hanno inoltre permesso ai ricercatori di produrre pesci che reagiscono meglio ai climi freddi. Il risultato è che i pesci si allevano più facilmente nei climi più freddi. Dal punto di vista commerciale, gli esperti credono che il pesce transgenico possa assicurare un più alto rendimento produttivo. 
Attualmente però, la pescicoltura commerciale di pesci transgenici è vietata in tutto il mondo, ma nell'Unione europea e negli Usa si stanno valutando una serie di applicazioni che potrebbero permetterla. La questione però non è da sottovalutare, dato che un recente studio effettuato dall'università svedese di Gothenburg giudicano negativo immettere nel mercato mondiale pesci geneticamente modificati. Secondo molti scienziati i pesci Ogm presentano infatti seri rischi e produrrebbero quasi sicuramente effetti indesiderati sull'ambiente e probabilmente anche sull'uomo. Ad esempio, le tossine di molte alghe potrebbero accumularsi in questi animali e ripercuotersi sulla salute dell'uomo con gravi effetti.
Un gruppo di ricercatori, sempre dell'università di Guthenburg, hanno simulato in laboratorio fughe di salmone e trota transgenici per determinare i rischi ecologici ed i possibili danni all'ambiente. I risultati dimostrano che in caso di fuga dagli allevamenti i pesci Ogm hanno un fortissimo effetto negativo sull'ambiente.
Un ultimo esempio riguardo ai prodotti transgenici, può essere la soia. Questa è il prodotto dell'agricoltura più coltivato al mondo, ed è stato ingegnerizzato, mediante l'inserimento di un transgene che gli conferisce la resistenza ad un potente erbicida, per la prima volta nel 1995 in un laboratorio americano. Sulla base dei primi incoraggianti esperimenti la soia modificata geneticamente venne dichiarata sostanzialmente equivalente alla soia non OGM. In realtà la composizione chimica della soia OGM  è ovviamente diversa da quella delle varietà non-OGM perché, altrimenti, la linea transgenica non sarebbe resistente all'erbicida. 
Nel 1988 una ricerca condotta in Germania dai ricercatori Sandermann e Wellman evidenziò che il transgene può scatenare notevoli mutamenti chimici nella soia, in particolare esso fa aumentare i livelli dei fitoestrogeni che, quando vengono introdotti nell'organismo dei mammiferi attraverso il cibo, agiscono come ormoni causando gravi squilibri ormonali. Anche nel 2005 attraverso altri esperimenti, sono stati raggiunti risultati simili, e da ciò se ne deduce che la soia OGM non può essere considerata sicura per la nostra alimentazione.

## La stabilizzazione del transgene nelle piante selvatiche
Qualche anno fa (marzo 2008) sono stati pubblicati nella rivista scientifica Molecular Ecology i risultati
di uno studio che dimostrano come un transgene, proveniente da una coltivazione di colza resistente agli erbicidi (HR) a base di glifosato, possa persistere per diversi anni e possa
essere inserito stabilmente, nel pool genico di una popolazione selvatica di
Brassica rapa.
Gli autori dello studio, hanno monitorato la persistenza nel tempo del transgene HR
nelle popolazioni naturali di B. rapa misurando la frequenza degli ibridi transgenici in due zone ben distinte nel Canada,  nelle quali negli anni immediatamente precedenti erano stati
coltivati campi di colza HT. Dopo numerosi e complessi incroci tra B. rapa e colza,i dati ottenuti mostravano che gli ibridi possono
persistere nell'ecosistema per lungo tempo (almeno 6 anni) e in modo spontaneo. A prima vista, questi dati depongono a favore dell'ipotesi di un perfetto inserimento stabile del transgene che conferisce resistenza al glifosato.